# Anna Hursey
Anna Hursey (Carmarthen, Wales, 22 juni 2006) is een Welch professioneel tafeltennisster. Zij speelt rechtshandig met de shakehandgrip.
Ze was met 11 jaar de jongste speler ooit die voor Wales uitkwam op de Gemenebestspelen. Haar moeder is van Chinese afkomst, haar vader Engels. In 2019 verhuisde het gezin naar Tianjin, China, zodat Anna nog meer kan trainen, tegen betere tegenstanders.